# Juan de Mandeville

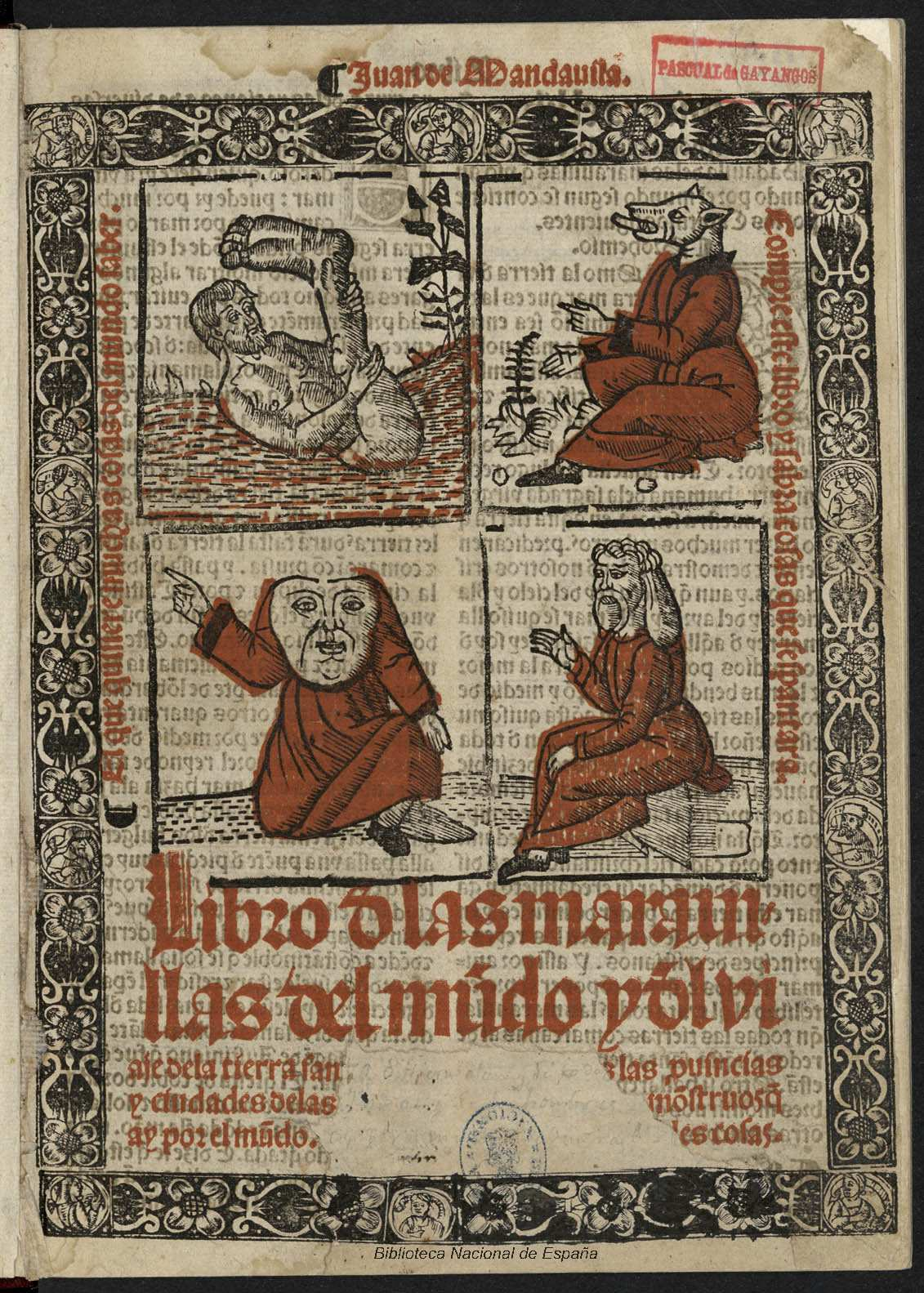
Libro de las maravillas del mundo, de Mandeville (1524 BNE).

Juan de Mandeville (Jehan de Mandeville) es el protagonista ficticio de una obra titulada Libro de las maravillas del mundo o Viajes de Juan de Mandeville (o simplemente Viajes).  Su título evoca el famoso Libro de las maravillas de Marco Polo. En el libro, Mandeville es un caballero inglés que durante treinta y cuatro años se dedica a viajar por el mundo y a relatar cuanto vio. En el libro, escrito entre 1357 y 1371, se describen lugares como Egipto y diferentes partes de Asia y China. 
El texto más antiguo que se conserva está en francés, seguido de traducciones a muchos otros idiomas; la obra adquirió una popularidad extraordinaria. Se desconoce quién fue el autor de la obra, por lo que a pesar de su carácter totalmente ficticio, cuando el libro fue publicado muchos creyeron que de verdad existía Mandeville, y el libro fue considerado una referencia geográfica verdadera,con todo y la naturaleza extremadamente poco fiable y a menudo fantástica de los viajes que describe. Cristóbal Colón, por ejemplo, estuvo muy influenciado tanto por esta obra como por los Viajes de Marco Polo.
Según el libro, Juan de Mandeville cruzó el mar en 1322. Atravesó Turquía (Asia Menor y Cilicia), Tartaria, Persia, Siria, Arabia, Egipto, Libia, Etiopía, Caldea, la tierra de las Amazonas, India, China y muchos países de la región. Había ido a menudo a Jerusalén y había escrito en lenguas romances, ya que eran generalmente más entendidas que el latín.
Está bastante claro que «Juan de Mandeville» fue un autor inventado, y se han propuesto varias sugerencias sobre quién fue el verdadero autor. Si bien la mayoría de hipótesis sugieren ciertos individuos de Francia o de los Países Bajos que no habían viajado tanto como el supuesto autor, ninguna de estas ha logrado una aceptación general. El libro se basa en gran medida en otros libros de viajes, a veces con detalles adornados con elementos legendarios o fantásticos. Es posible que los viajes de Mandeville contengan hechos y conocimientos adquiridos durante viajes reales y de labios de residentes reales de Oriente, al menos en las secciones centradas en Tierra Santa, Egipto, el Levante y con respecto a los medios para llegar allí. El prólogo se enfoca casi exclusivamente en Tierra Santa como tema de la obra. La mención de regiones más distantes aparece solo hacia el final de este prólogo y (en cierto modo) como una ocurrencia tardía. Sin embargo, esto es acorde con el énfasis de Mandeville en la 'curiositas' (el deambular o errar) en lugar de la 'scientia' (conocimiento) cristiana.

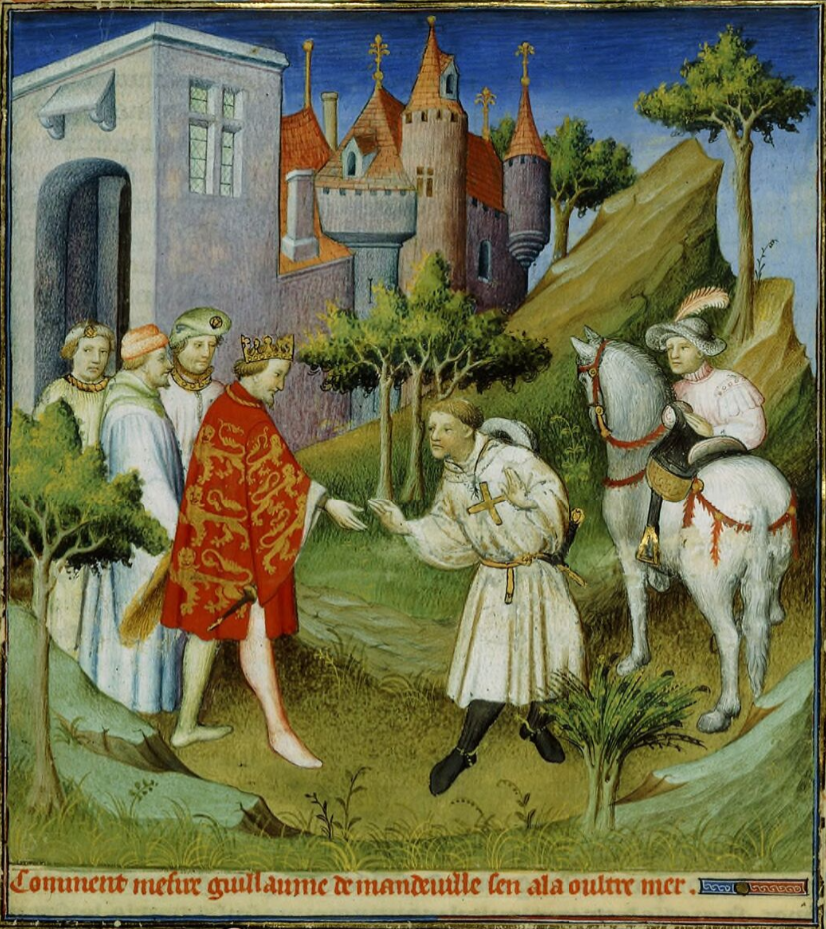
Jean de Mandeville is sent forth from England on his expedition by Edward II

## Su viaje
Juan de Mandeville partió hacia Egipto el día de San Miguel de 1322. Afirma, a su regreso, que fue un mercenario al servicio del sultán, entonces en lucha con los beduinos. De Egipto fue a Palestina, siguió la ruta de la seda y visitó la India, el interior de Asia y China. Dijo haber servido durante quince años en el ejército del gran jan.
Después de una ausencia de 34 años, regresó en 1356, años posteriores a la peste negra del siglo XIV, que implicó una sangría demográfica en Europa durante los años 1347-1350.

## El relato de su viaje

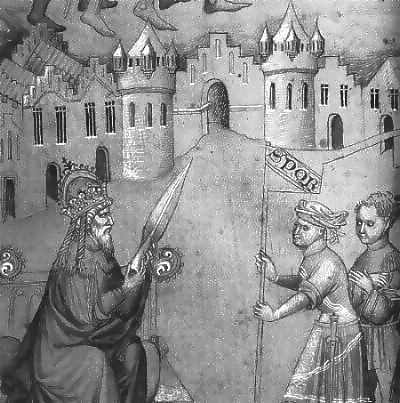
El emperador de Constantinopla sosteniendo la Lanza Sagrada. Miniatura de un manuscrito de Juan de Mandeville, Biblioteca Británica, MS add. 24189 fol. 10.

A su regreso, decidió, con la ayuda de un médico de Lieja, poner en papel las historias que había pasado. Su relato se convirtió en una de las obras más célebres de la Edad Media, y probablemente más que las de sus contemporáneos Cristina de Pizán o Juan sin Miedo, duque de Borgoña. 
Describe el mundo conocido en su época y de forma notable el extremo oriental de Asia, que era entonces poco conocido por los occidentales: solo los franciscanos y los dominicos, así como Marco Polo, se atrevieron a aventurarse en regiones tan lejanas. El relato de los primeros misioneros (Guillermo de Rubrouck) o de exploradores como Marco Polo estaban poco difundidos en Occidente en aquella época.
Juan de Mandeville describe sus itinerarios, inserta historias y leyendas fabulosas en un relato de variadas referencias bíblicas y consideraciones religiosas.
La obra es así una compilación y una síntesis de un conjunto de viajes, incluyendo:
- Los viajes del autor por Egipto (fruto de observaciones personales, que después de un estudio profundo del texto, una parte significativa de los críticos está de acuerdo en afirmar que proceden de un viajero sobre el terreno), India, el interior de Asia y China.
- Los viajes anteriores efectuados por misioneros franciscanos y dominicos. Habría descrito por tanto las tierras no vistas, e introducido las deformaciones habituales de los geógrafos de la Edad Media, la compilación de obras de viajeros dominicos o franciscanos tales como Guillermo de Boldensele, Guillermo de Trípoli o incluso Odorico de Pordenone.
- Referencias a los grandes clásicos de la literatura antigua como Flavio Josefo, Plinio el Joven o Solinus.
- Referencias al Speculum Historiale de Vincent de Beauvais, una verdadera enciclopedia de la época, con enorme difusión.

Se reprodujo en más de 250 ejemplares, en diez idiomas, lo cual es bastante considerable para la época, y contribuyó a divulgar en Occidente que la Tierra es esférica. 
Un estudio crítico de la obra realizado por Christiane Deluz, señala que hay tres versiones:
- Una versión en anglo-normando (25 manuscritos).
- Una versión continental.
- La versión «de Ogier», con interpolación de textos que introducen en escena a Ogier el Danés.

La versión anglo-normanda sería, según Deluz, la más antigua. Estas tres versiones fueron traducidas a diversas lenguas vernáculas.

## Identidad del autor

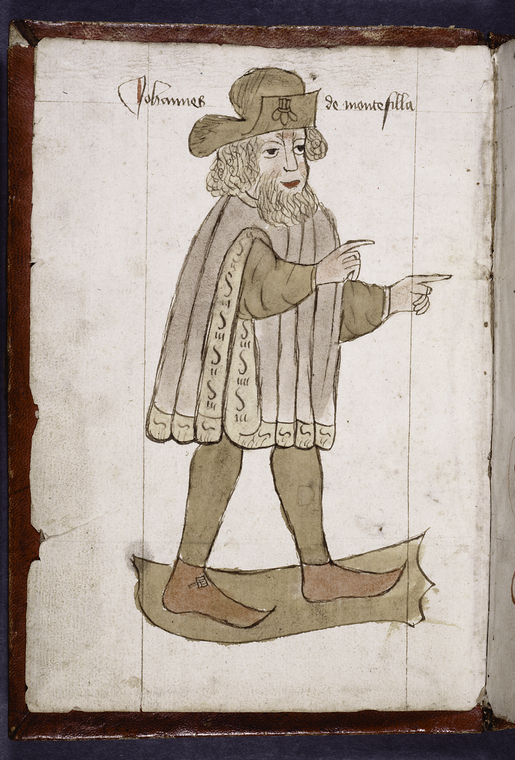
Juan de Mandeville. Dibujo de 1459.

En su prefacio, el compilador se llama a sí mismo «un caballero», y afirma que nació y se crio en Inglaterra, en la ciudad de St. Albans. Aunque el libro es real, se cree ampliamente que Juan de Mandeville no lo era. Las teorías más aceptadas apuntan a un francés llamado Jehan a la Barbe (aunque hay otras posibilidades, discutidas a continuación).
El trabajo académico más reciente sugiere que Los viajes de Juan de Mandeville era «la obra de Jan de Langhe, un autor flamenco que escribió en latín bajo el nombre de Johannes Longus y en francés como Jean le Long». Jan de Langhe nació en Ypres a principios de los años 1300 y hacia 1334 se había convertido en un monje benedictino en la Abadía de San Bertin en Saint-Omer, que estaba a unos 20 kilómetros de Calais. Después de estudiar derecho en la Universidad de París, Langhe regresó a la abadía y fue elegido abad en 1365. Fue un prolífico escritor y ávido coleccionista de viajes, hasta su muerte en 1383.

## Corroboración contemporánea
Al menos parte de la historia personal de Mandeville es mera invención. No se conoce ninguna confirmación contemporánea de la existencia de tal Jehan de Mandeville. Algunos manuscritos franceses, no contemporáneos, dan una carta latina de su presentación a Eduardo III, pero tan vaga que podría haber sido escrita por cualquier escritor sobre cualquier tema. De hecho, está fuera de toda duda razonable que los viajes fueron en parte compilados por un médico de Lieja, conocido como Johains a le Barbe, Jehan a la Barbe o Jehan de Bourgogne.
La evidencia de esto está en un extracto modernizado citado por el heraldo Liège, Louis Abry (1643-1720), del cuarto libro perdido del Myreur des Hystors de Johans des Preis, denominado d'Oultremouse. En este «Jean de Bourgogne, dit a la Barbe», se dice que se ha revelado en su lecho de muerte a Jean d'Outremeuse, a quien hizo su ejecutor, y haberse descrito en su testamento como «messire Jean de Mandeville, chevalier, Comte de Montfort en Angleterre y señor de l'isle de Campdi y del castillo de Pérouse» [Lord Jean de Mandeville, caballero, conde de Montfort en Inglaterra y señor de la isla de Campdi y el castillo de Pérouse].
Se agrega que, habiendo tenido la desgracia de matar a un conde sin nombre en su propio país, se comprometió a viajar por las tres partes del mundo, llegó a Lieja en 1343, fue un gran naturalista, filósofo profundo y astrólogo, y tuvo un notable conocimiento de la física. La identificación se confirma por el hecho de que en la ahora destruida iglesia de los Guillemins había una lápida de Mandeville, con una inscripción en latín que decía que era llamado «ad Barbam», era profesor de medicina y murió en Lieja el 17 de noviembre de 1372; dicha inscripción se cita ya en 1462.
Incluso antes de su muerte, el médico de Lieja parece haber confesado una participación en la circulación y adiciones a la obra. En la versión abreviada latina común de la misma, al final de capítulo VII, el autor dice que al detenerse en la corte del sultán en El Cairo conoció a un venerable y experto médico de "nuestras" partes, pero que rara vez conversaban porque sus deberes eran de otro tipo, pero que mucho después en Lieja él compuso este tratado en la exhortación y con la ayuda (Jiortatu et adiutorio) del mismo venerable hombre, como narrará al final del mismo.
Y en el último capítulo dice que en 1355, al regresar a su casa, llegó a Lieja y se quedó con la vejez y la gota artrítica en la calle Bassesavenyr, es decir, Basse-Sauvenière, donde consultó a los médicos. Aquel que era más venerable que los demás por su edad y cabellos blancos, era evidentemente experto en su arte, y comúnmente se llamaba Magister Iohannes ad Barbam. Que un comentario casual de este último causó la renovación de su antiguo amigo de El Cairo, y que Ad Barbam, después de demostrar su habilidad médica en Mandeville, urgió urgentemente a escribir sus viajes: «Y así por fin, con su consejo y ayuda, monitu et adiutorio, se compuso este tratado, del cual yo ciertamente había propuesto escribir nada hasta que por lo menos había llegado a mis propias partes en Inglaterra». Sigue hablando de sí mismo como ahora alojado en Lieja, «que está a sólo dos días de distancia del mar de Inglaterra»; y se afirma en el colofón (y en los manuscritos) que el libro fue publicado por primera vez en francés por Mandeville, su autor, en 1355, en Lieja, y poco después en la misma ciudad traducido a "dicho" forma latina. Por otra parte, un manuscrito del texto francés existente en Lieja hacia 1860 contenía una declaración similar y añadía que el autor se alojaba en un albergue llamado «al hoste Henkin Levo»: este manuscrito dio el nombre del médico como «Johains de Bourgogne dit ale barbe», que sin duda transmite su forma local.

## Mención contemporánea
No hay ninguna mención inglesa contemporánea de ningún caballero inglés llamado Jehan de Mandeville, ni tampoco se dice que las armas habían estado en la tumba de Lieja como cualquier brazo conocido de Mandeville. Pero el doctor George F. Warner ha sugerido que Bourgogne puede ser un cierto Johan de Bourgoyne, que fue indultado por el parlamento el 20 de agosto de 1321 por haber participado en el ataque contra los Despenser (Hugh el menor y Hugh el mayor), pero cuyo perdón fue revocado en mayo de 1322, el año en que «Mandeville» profesa haber salido de Inglaterra. Entre las personas igualmente indultadas por recomendación del mismo noble estaba un Johan Mangevilayn, cuyo nombre aparece relacionado con el de «Mandeville», que es una forma posterior de Magneville».
El nombre Mangevilain ocurre en Yorkshire tan pronto como 16 Hen. I. (Pipe Roll Society, xv, 40), pero es muy raro, y (faltando evidencia de cualquier lugar llamado Mangeville) parece ser solo una variante ortográfíca de Magnevillain. El significado puede ser simplemente «de Magneville»; pero la familia de un obispo de Nevers del siglo XIV fue llamada «Mandevilain» y «Mandevilain», donde Mandevilain parece un lugar-nombre derivado, significando el distrito de Magneville o de Mandeville. El nombre «de Mandeville» podría ser sugerido a Bourgogne por el de su compañero culpable Mangevilayn, e incluso es posible que los dos huyeran de Inglaterra juntos, estuvieran en Egipto juntos, se reunieran nuevamente en Lieja y compartieran el trabajo de la recopilación de los viajes.
Si después de la aparición de los viajes de Bourgogne o «Mangevilayn» visitó Inglaterra es muy dudoso. La abadía de St. Albans tenía un anillo de zafiro, y Canterbury un orbe de cristal, que dijo haber sido dado por Mandeville; pero éstos podrían haber sido enviados desde Lieja, y parecerá más tarde que el médico de Lieja poseía y escribía sobre piedras preciosas. St. Albans también tenía una leyenda, registrada en Speculum Britanniae de John Norden (1596), sobre una tumba de mármol arruinada de Mandeville (representada con las piernas cruzadas y en armadura, con la espada y el escudo) que una vez permaneció en la abadía; esto puede ser cierto de "Mangevilayn" o puede ser apócrifo. También hay una inscripción cerca de la entrada de la abadía de St. Albans, que dice lo siguiente:

Siste gradum properans, requiescit Mandevil urna, Hic humili; Norunt et monumental mori

He aquí, en esta Posada de viajeros se encuentra uno rico en nada más que en memoria; Su nombre era Sir John Mandeville; Contentos, habiendo visto mucho, con un pequeño continente, hacia el cual viajó desde su nacimiento, y finalmente empeñó su cuerpo por la tierra que por estatuto se debe en hipoteca, hasta que un Redentor vaya a ponerlo en libertad.'

## Analizando la obra
El libro puede contener hechos y conocimientos adquiridos por los viajes reales y la residencia en Oriente, al menos en la sección que trata de la Tierra Santa y los modos de llegar allí, de Egipto y en general del Levante. El prólogo apunta casi exclusivamente a la Tierra Santa como tema de la obra. La mención de las regiones más distantes solo se produce hacia el final de este prólogo, y (de una manera) como una reflexión posterior. Sin embargo, esto es proporcional al énfasis de Mandeville en curiositas—deambular o errar—en lugar de scientia (conocimiento) cristiana.

### Odorico de Pordenone
La mayor parte de los viajes más lejanos, que se extienden desde Trebisonda hasta Ormuz, en India, el archipiélago malayo y China, y de vuelta a Asia occidental, han sido plagiados y apropiados de la narración del franciscano Odorico de Pordenone, que partió en un viaje a Oriente en 1318, del que regresó en 1330 cuando dictó en Padua sus memorias a Guillermo de Solagna. Esos pasajes tienen muchos detalles interpolados, generalmente de tipo extravagante. Sin embargo, en varios casos el escritor no comprendió los pasajes que adoptaba de Odorico y propuso dar como propias sus experiencias. Por ello, cuando Odorico compone un relato muy curioso y veraz de la costumbre china de emplear cormoranes domesticados para capturar peces, los cormoranes son convertidos por Mandeville en «bestias llamadas loyres (layre, B), que se les enseña a entrar en el agua» (la palabra loyre se utiliza aparentemente aquí para designar una nutria, lutra, para el cual el término provençal es luria o loiria).
En una fecha temprana se reconoció la coincidencia de las historias de Mandeville con las de Odorico, de tal manera que un manuscrito de Odorico que está o estaba en la biblioteca del capítulo en Mainz comienza con las palabras: «Incipit Itinerarius fidelis fratris Odorici socii Militis Mendavil per Indio», un día después, sir Thomas Herbert llama a Odorico «compañero de viaje de nuestro Sir John»; y Samuel Purchas, de manera muy injusta, mientras llamaba a Mandeville, comparándolo con Marco Polo, «el segundo mayor viajero asiático del mundo», insinúa que la historia de Odorico fue robada de Mandeville. Mandeville mismo es bastante astuto, al menos en un pasaje, para anticipar la crítica al sugerir la probabilidad de que haya viajado con Odoric.

### Marco Polo
Ningún pasaje de Mandeville se puede rastrear con certeza en Marco Polo, con una excepción. Es donde dice que en Ormuz la gente durante el gran calor se encuentra en el agua, una circunstancia mencionada por Polo, aunque no por Odoric. Se debería suponer que lo más probable era que este hecho hubiera sido interpolado en la copia de Odorico usada por Mandeville, pues si la hubiera tomado prestada directamente de Marco Polo, podría haber tomado prestado más.

### Giovanni da Pian del Carpine y Vincent de Beauvais
Muchas de las costumbres de los tártaros se derivan de la obra del franciscano Giovanni da Pian del Carpine, que fue embajador del papa en el territorio de los tártaros en 1245-1247; pero el doctor Warner considera que la fuente inmediata para Mandeville sería el Speculum historiale de Vincent de Beauvais. Aunque los pasajes en cuestión se encuentran todos en Carpine más o menos exactamente, la expresión se condensa y el orden cambia. Por ejemplo, se debe comparar la descripción de Mandeville sobre las tareas realizadas por las mujeres tártaras (p. 250), con Carpine (p. 643); la de Mandeville sobre los hábitos tártaros de comer (pag. 250), con Carpine (pp. 639-640); la de Mandeville sobre los títulos de los sellos del Gran Khan (p. 231), con Carpine (p. 715), etc.
El relato del preste Juan es tomado de la famosa Epístola de ese potentado imaginario, que fue ampliamente difundida en el siglo XIII. También se presentan aquí y allá varias historias fabulosas de monstruos como cíclopes, sciapodes, hipopólos, monoscelidos, antropofágicos y hombres cuyas cabezas crecían bajo sus hombros, del fénix y del cocodrilo llorón, como Plinio el Joven había recogido, derivado sin duda de él, de Solino, los bestiarios, o el espéculo natural de Vincent de Beauvais. Y entremezclados, especialmente en los capítulos sobre el Levante, están las historias y leyendas que fueron vendidas a cada peregrino, como la leyenda de Seth y los granos del paraíso de los que creció la madera de la cruz, la del tiroteo del viejo Caín por Lamech, la del castillo del gorrión (que aparece en el cuento de Melusina), los del origen de las plantas de bálsamo en Masariya, del dragón de Cos, del río Sambation, entre otras.
Pero todos estos pasajes también se han verificado como sustancialmente presentes en la obra de Jean-Baptiste-Joseph Barrois (colección Barrois), en su manuscrito Nouv. Acq. Franco 1515, en la Biblioteca Nacional de Francia, mencionada a continuación (desde 1371), y en el número xxxix de la colección del Grenville (Museo Británico), que data probablemente de la primera parte del siglo XV.

## Representación de alguna experiencia genuina
Incluso en las partes del libro que se podría suponer que representan alguna experiencia genuina, hay claras huellas de que se ha hecho uso de otra obra, más o menos, podría decirse que casi como un marco para llenar. Este es el caso, por ejemplo, del itinerario del caballero alemán Wilhelm von Boldensele, escrito en 1336 por deseo del cardenal Hélie de Talleyrand-Périgord. Una comparación superficial de esta obra con la de Mandeville no deja duda de que este último ha seguido su hilo, aunque divagando por todas partes, y eliminando con demasiada frecuencia el sentido singular del viajero alemán. Se puede indicar como ejemplo el relato de Boidensele sobre Chipre, Tiro y la costa de Palestina, el viaje de Gaza a Egipto, pasajes sobre Babilonia, sobre La Meca, el relato general de Egipto, las pirámides, algunas de las maravillas de El Cairo (como el mercado de esclavos, las estufas de incubación de pollos y las manzanas del paraíso, es decir, los plátanos), el mar Rojo, el convento del Sinaí, el relato de la iglesia del Santo Sepulcro, entre otros.
Como ejemplo, al hablar de las pirámides, Boldensele escribió que «la gente del país los llama graneros del faraón, pero esto no puede ser cierto, porque no hay lugar para meter el trigo».  Mandeville entonces lo invierte completamente en favor de la opinión medieval recibida: «Algunos dicen que son tumbas de los grandes señores de la antigüedad, pero eso no es cierto, porque la palabra común en todo el país cerca y lejos es que son los graneros de José. [Porque] si fueran tumbas, no estarían vacías por dentro.»
Hay, de hecho, solo un pequeño residuo del libro al que se puede atribuir el carácter genuino, que contiene las experiencias del autor. Sin embargo, como se ha indicado, las historias prestadas se suelen reclamar como tales experiencias. Además de los ya mencionados, alega haber sido testigo de la curiosa exhibición del jardín de las almas transmigradas (descrito por Odorico) en Cansay, es decir, Hangchow. Él y sus compañeros con sus ayudantes habían permanecido quince meses en servicio con el emperador de Catay en sus guerras contra el rey de Manzi, en el sur de China, habiendo dejado de ser un reino separado unos setenta años antes del tiempo referido. Pero la más notable de estas falsas afirmaciones se produce en su adopción de Odorico de la historia del Valle Periloso. Esta es, en su forma original, aparentemente fundada en experiencias reales de Odorico visto a través de una neblina de excitación y superstición. Mandeville, mientras hincha las maravillas del cuento con una variedad de toques extravagantes, parece salvaguardarse del posible descubrimiento del lector de que fue robado por la interpolación: «Y algunos de nuestros compañeros accedieron a entrar, y otros no. Con nosotros dos hombres dignos, hermanos menores, que eran de Lombardía, que dijeron que si entrara alguno entrarían con nosotros, y cuando lo hubieran dicho, sobre la graciosa confianza de Dios y de ellos, se cantó, e hizo a cada hombre para ser shriven y houselled, y entonces entramos catorce personas, pero en nuestra salida nosotros éramos solamente nueve.»
Al referirse a este pasaje, es justo reconocer que la descripción (aunque la sugerencia de la mayor parte existe en Odorico) muestra una buena cantidad de poder imaginativo; y hay mucho en el relato del paso de Christian por el Valle de la Sombra de la Muerte, en la famosa alegoría de John Bunyan, que indica una posibilidad de que Bunyan pudo haber leído y recordado este episodio en Mandeville o en Odorico de Hakluyt.
Tampoco se deduce que toda la obra sea prestada o ficticia. Incluso el gran viajero moro Ibn Battuta, preciso y veraz en lo principal, parece -en una parte al menos de su narrativa- inventar experiencias; y en obras como las de Jan van Hees y Arnold von Harff, hay ejemplos de peregrinos a Tierra Santa cuyas narraciones comienzan aparentemente en sobria verdad y pasan poco a poco a floreos de ficción y extravagancia. Así, en Mandeville también se encuentran detalles que aún no se han rastreado a otros escritores, y que por lo tanto pueden ser asignados provisionalmente a la propia experiencia del escritor o al conocimiento adquirido por la relación coloquial en el Oriente.
Ya sea que Mandeville viajara o no, no necesariamente estaría haciendo la historia intencionalmente falsa. Todas las narrativas de viaje de esta época utilizan las mismas fuentes, tomadas unas de otras o de las tradiciones anteriores de los griegos. Esta tradición era parte integral de tales narraciones para hacerlas creíbles (o al menos aceptables) para los lectores. Cristóbal Colón debía hacer uso de algunos de los mismos monstruos en "India" que Mandeville utilizó con la intención de ganar el apoyo del rey.

## Influencia
Posiblemente las reflexiones de Juan de Mandeville en cuanto a las posibilidades de una circunnavegación del mundo hayan influido en el joven Cristóbal Colón [cita requerida].
El libro de los Viajes de Juan de Mandeville fue uno de los libros que Menocchio, un molinero friulado quemado en la hoguera por la Inquisición de Venecia, admitió haber leído, y culpó al libro de haberlo trastornado, así como de haber sembrado en él ideas «disparatadas y peligrosas». Menocchio afirmó a los inquisidores que el libro le hizo darse cuenta de que en el mundo existían demasiadas maneras de pensar, por lo que no se podía saber cual era la cierta, sino que todos abogarían por la propia.

## Ediciones recientes
- Mandeville, J. de, Libros de maravillas: el viaje de San Brandán. El libro de las maravillas del mundo, traducción de Marie-José Lemarchand Malantain, Ediciones Siruela, Madrid, 2002. ISBN 84-7844-607-9.
- Mandeville, J. de, Libro de las maravillas del mundo, Editores de Facsímiles Vicent García, S.L., 2002. ISBN 84-923358-6-6